# Shark Valley
Das Shark Valley liegt auf dem Tamiami Trail in Florida (USA), ungefähr 35 km von Miami entfernt. Es ist ein Teil des Everglades National Park. Gegenüber dem Miccosukee Village & Cultural Center liegt der Eingang des Shark Valley. Zugänglich ist eine 24 km lange Rundtour durch den inneren Teil der Everglades. Auf der halben Strecke der Rundtour gelangt man zu einem 20 Meter hohen Aussichtsturm, dem Shark Valley Observation Tower, von dem man einen guten Überblick über die gesamte Umgebung hat, man sieht zum Beispiel den Shark River Slough sowie die Saw Grass Prairie. In der Zeit von Mai bis November kann es auch durch starke Regengüsse zu Überschwemmungen auf den Wegen kommen, denn in diesen Monaten herrscht Regenzeit in Florida.
Eine andere Möglichkeit das Shark Valley zu erkunden, ist ein Plankenweg mit Namen Otter Cave Walk. Dieser Weg – teilweise aus Planken aber auch teils aus grobem Kalkstein – führt durch ein Stück des tropischen Mischwaldes und bietet einen Einblick in die Vegetation Floridas. Der Otter Cave Walk führt ebenfalls über kleine Bäche und Brücken.

## Flora
Das Shark Valley in den Everglades bietet eine einmalige Vegetation, mit rund 2.000 verschiedenen Pflanzenarten. Diese Pflanzen wie zum Beispiel Mangroven, Zypressen, Palmen und Pinienbäumen gedeihen durch die tropische Vegetation und 45 dieser Pflanzen sind nur in den Everglades vorzufinden. Ein wichtiger Faktor für den natürlichen Kreislauf der Pflanzenwelt bilden die Mangroven, denn das Laub dient als Futter für kleine Mikroorganismen, welche wiederum von den dort lebenden Fischen oder Vögeln gefressen werden.
Das Besondere an der Flora der Everglades ist, dass die Pflanzen einen Nutzen aus der Mischung von Salz- und Süßwasser ziehen, das Wasser ist dort besonders nährstoffreich und so können die Pflanzen besonders gut gedeihen.

## Fauna
Sehr bekannt für die Everglades sind die Alligatoren, welche im Shark Valley mitunter auch schon mal an den ausgebauten Fahrrad- und Gehwegen liegen können. Man sollte dann Ruhe bewahren und ruhig an ihnen vorbeigehen, dann kann auch nichts passieren. Doch Shark Valley beheimatet noch viel mehr Tiere, wie zum Beispiel bis zu 300 verschiedene Vogelarten, wie Wasser- und Zugvögel. Darunter befinden sich zum Beispiel der bekannte Weißkopfseeadler, Pelikane – welche in ganz Florida immer wieder anzutreffen sind – Möwen, Reiher, Uhus, Rosalöffler, Ibisse und auch Falken. Je nach Jahreszeit und auch abhängig von der Tageszeit kann man die Vögel in ihrer natürlichen Umgebung beobachten.
Selten zu sehen ist der Florida Panther, es gibt nicht mehr viele von den Tieren und sie verstecken sich im Dickicht und gelangen nicht auf die touristisch erschlossenen Wege. Doch nicht nur der Florida Panther ist bedroht, sondern auch die amerikanischen Krokodile, welche ihren Lebensraum im Salzwasser finden, sondern auch bestimmte Schildkrötenarten, wie die grüne Seeschildkröte. In Shark Valley gibt es auch viele kleine Säugetiere, denen man immer wieder begegnet, darunter Waschbären, Eichhörnchen, Sumpfhasen, Opossums oder auch Stinktiere.

## Trails
Im Shark Valley gibt es mehrere zugängliche Wege, die durch einen Teil der Everglades führen. Je nach Tour, kann man bis zu 24 Kilometer erkunden, die Erkundungstouren sind zu Fuß, mit einer Tram oder auch dem Fahrrad möglich. Es gibt im Shark Valley einen Observation Tower, von dem man das Shark Valley aus der Vogelperspektive überblicken kann und so einen Überblick über die Weite der tropischen Landschaft erlangen kann. Außerdem gibt es noch einen Plankenweg durch das Shark Valley, welcher den Namen Otter Cave Walk hat. Dieser Plankenweg führt durch einen dichten tropischen Mischwald und man geht teilweise über groben Kalkstein und muss kleine Bäche und Brücken passieren.